# Comté de Hot Springs
Pour les articles homonymes, voir Comté de Hot Springs.
Le comté de Hot Springs est un comté de l'État du Wyoming dont le siège est Thermopolis. Selon le recensement de 2010, sa population est de 4 812 habitants .